# 馬路須加學園5
《馬路須加學園5》（日语：マジすか学園5），2015年於日本電視台播出的電視劇，為《馬路須加學園系列》的第5季作品，島崎遙香、宮脇咲良、橫山由依主演。因本季劇情過於暴力，日本電視台播至第三集（2015年8月25日起，每週星期一24:59 - 25:29 ，JST），第四集起採網路電視的形式僅在Hulu網站播出。故事的後續為舞台劇《馬路須加學園 ～Lost In The SuperMarket～》。

## 概要
本季的劇情主要是作為第四季故事的延續，因此成員和角色設定也與上季大致相同，主角由島崎遙香擔任，在其他本季新出現的角色的選角方面則以AKB48集團中的年輕成員為主。在故事設定方面，主要是承襲過去一、二與第四季的不良學園設定，與上季不同的是主要敵對學校由激尾古高校回歸為矢場久根女子商業高校。此外，本季故事與過去最大的不同在於抗爭對象由不良學園間的鬥爭升級為不良學園與黑道間的鬥爭，不同於以往的不良女間的拳頭較量，此次更加入槍械等危險的武器，並出現主要角色被殺的劇情，大部分角色最後更是不幸身亡，僅少數人生還，讓故事的色彩較過去系列作更為黑暗許多。
由於本季加入了黑道與警察的元素，因此也邀請了許多專業的演員一同合作，如岡田義德與岡田正典等，此外已由AKB48畢業的前田敦子與大島優子亦參與客串第二集。

## 登場人物

### 馬路須加女學園
與龍頭組敵對
與激尾古高校（護理科）由敵對變成友好
主角
鹽（Salt） - 島崎遙香
吹奏部部長，唯我獨尊，非常殘暴。
打倒所有阻擋她的敵人。對頂點絲毫沒有興趣，打架純粹想解悶。
期待櫻（宮脇咲良 飾）爬上來與她本身決鬥。
單獨去拯救被捉走的安東尼奧。
第一集尾段誤以為是被黑道槍殺，實為是被校長毛利連開三槍所殺，第二集進行了葬禮。
最強武鬥集團喇叭叭吹奏部（三年級生）
副部長
- 櫻（Sakura） - 宮脇咲良

轉校前為志恵唐鹿女子商業的學生
吹奏部副部長，外表是優等生的不良少女。
成為吹奏部的一員後更有使命感。
在第四集最後跟隨兩個華人走進賓館，打傷兩個華人後搶走了一把手槍。
其後欲向龍頭組報仇時自京八橋口中得知真正的仇人是明智總業的義宗。
第七集被華人黑幫暗殺而中槍受傷，同時亦開槍還擊。
最終回死於警察亂槍之下。
喇叭叭四天王
- 京八橋（Otabe） - 橫山由依

前吹奏部部長，馬路須加學園2時的留級生，留級原因不明，若提到她為什麼留級會生氣，且由於留級的關係所以制服也保持原樣，其他學生的衣領是白色，只有她的衣領是黑色，在四天王之中聚有最高的領導能力和甚高的拳腳水準，ACE級別。
最終回被中國黑幫槍殺。
- 瑜伽（Yoga） - 入山杏奈

身體很柔軟，擅長利用身體的柔韌性戰鬥，在四天王之中的拳腳水準屬一屬二，屬於大top級別。留級生
第八集以「因為我是喇叭叭」為由拯救矢場久根的糖果和新人時，被中國黑幫捉走並殺死，浮屍海面並掩飾為意外遇溺。
- 魔術（Magic） - 木崎由里亞

特點是用魔術將敵人玩弄於股掌之間，擅長踹擊，但拳腳水平僅中上，屬top級別。留級生
在第十集，為了替瑜伽報仇，潛入中國黑幫地方後被綁架。
在第十一集為保護京八橋而被槍殺。
新喇叭叭
部長
- 滑舌（Katsuzetsu） - 兒玉遙

櫻在九州時的同學，比櫻更早轉校到馬路須加學園。
轉校前為志恵唐鹿女子商業的學生
第五集自稱是新任的喇叭叭部長。
京八橋把馬路須加學園托付於她。
第七集回想第五集被Center要求對外說Center被自己打至重傷，實情是她被Center打敗了。其後率領新喇叭叭和矢場久根單挑。
第十一集與黑幫槍戰，被飯塚一裕槍殺，同時槍殺了飯塚一裕。
火鍋組（三年級生）
三年級生中最強的團體
- 魚眼（Uonome） - 高橋朱里

第十一集與黑幫槍戰，被槍殺。
- 超超醜女（Dodobusu） - 加藤玲奈

第十一集與黑幫槍戰，被槍殺。
- 小屁孩（Kusogaki） - 大島涼花

第十一集與黑幫槍戰，被槍殺。
- 次世代（Jisedai） - 向井地美音

第十一集與黑幫槍戰，被槍殺。
- 憲法（Kenpou） - 內山奈月

第八集因為害怕被殺死而離開了新喇叭叭。(其真實原因是因為憲法的扮演者內山奈月即將從AKB48畢業，這也是AKB48成員首次運用戲劇劇情表達即將畢業。)
流水素麵組（二年級生）
二年級生中最強的組合
- 剃刀（Kamisori） - 小嶋真子

“剃刀”綽號由來是因為劈擊的掌法很快，被她擊中的集臉上就會變得傷痕累累。
第十一集與黑幫槍戰，被槍殺。
- （Zombie） - 大和田南那

綽號由來是因為不論受到什麼攻擊，最後都能像是毫髮無傷般的再次站起，就像僵屍一樣。
第十一集與黑幫槍戰，被槍殺。
其他學生（三年級生）
- 僵硬（Katabutsu） - 岡田奈奈
- オカモチ - 岡田彩花
- クラウド - 大森美優

轉校生
- Center - 松井珠理奈

第二季之後中途綴學。
第四季時是一名護士，本季回歸學生身分，因為鹽和笨蛋被殺害後忍不住怒氣而辭去了護士的工作。
回到馬路須加女學園後挑起素麵組和火鍋組之間的決鬥,要她們之間找最強的人去挑戰喇叭叭。
第二集出席Salt的葬禮。
馬路須加女學園理事長的孫女。
最終回為鹽報仇，拾獲當時殺死鹽的手槍殺死校長毛利。
OG（畢業生）
- 笨蛋（Bakamono） - 川榮李奈

人如其名是個笨蛋，但擁有強悍的蠻力，屬top級別。上季喇叭叭四天王。因為計錯了出席日數，而成為上季四天王中唯一能夠畢業的四天王。
曾在明智總業工作，後來因為身份敏感而被辭了，並且從明智總業手上得到了一把手槍。
第二集欲為鹽報仇，在餐館暗殺龍頭組頭目時，和黑道成員一同都被神秘人(其實是明智總業的浦澤昌志)槍殺掉。
- 前田敦子 - 前田敦子

自馬路須加學園2最終集被捕後，本季終於出獄。
第二集出席Salt的葬禮。
- 大島優香/大島優希 - 大島優子

已故吹奏部部長大島優子的三胞胎妹妹
第二集出席Salt的葬禮。
- 老鼠（Nezumi） - 渡邊麻友

第二集出席Salt的葬禮。
- Black - 柏木由紀

第二集出席Salt的葬禮。
- 鳥居（Torigoya） - 小嶋陽菜

第二集出席Salt的葬禮。
學校相關角色
- 毛利 - 酒井敏也

馬路須加女學園的校長。
殺死鹽的真正元兇。
最終話被Center拾獲當時殺死鹽的手槍殺死。
- 藤原源氏 - 團時朗

馬路須加女學園的理事長。
Center的祖父。
第十一集在槍戰中被滑舌槍殺

### 激尾古護理專科高校
與馬路須加女學園由敵對變成友好
三年級生
- 安東尼奧（Antonio） - 山本彩

部長，原總長，說得一口關西腔，是性格冷酷的角色，角色姓名則取自「安東尼奧·豬木」（有吐槽山本彩本人下巴的涵義在）。
第一集，因為救了被拉進風俗店的同校生，而被黑道捉走了。但後來被鹽拯救出來。
第四季時，本來只是單純的視鹽為對手，想和鹽單挑一場分出勝負。但在第五季第一集中，鹽從黑道手上拯救了自己，並且被槍殺身亡，因而對鹽產生了敬佩之意，說道：「我們和鹽的層次，差距很大呢」。
第三集在醫院為媚娘認屍。因為警察的說話，覺得自己間接害死了媚娘，決定要負責任向龍頭組報仇。
第四集中，和櫻花來了最後一場單挑以發洩悲憤之情，並且約定二人其後都要向龍頭組報仇。
第五集時，原本想用炸藥把龍頭組的頭目川守炸死為鹽和媚娘報仇，但反讓川守的手下開槍殺死。
- 媚娘（Kobi）- 渡邊美優紀

副部長，原副總長，會帶著笑容痛毆對方，是讓低年級生感到恐懼的存在。
本來帶領激尾古高校與令矢場久根合力擊垮馬路須加，但為了報答去拯救了安東尼奧的鹽而令矢場久根要獨自擊垮馬路須加。
相當喜歡安東尼奧。但是，因為鹽為安東尼奧壯烈犧牲後，令安東尼奧佩服和欣賞上鹽，說道：「我們和鹽的層次，差距很大呢」，導致媚娘因此而感到惴惴不安。
第三集，因為不想安東尼奧冒險為鹽報仇，便私自行動，在醫院假扮成護士成功暗殺死龍頭組頭目，但同時被其手下發現而槍殺身亡。
- 釣師（Tsurishi） - 須田亞香里

第十一集與黑幫槍戰，被槍殺。
- KY - 谷真理佳

KY是日文的縮寫，意思是不懂察言觀色的人，同時也是此角色在劇中的特徵。
第十一集與黑幫槍戰，被槍殺。
- 雜魚老大（Zakobosu）- 松村香織

第十一集與黑幫槍戰，被槍殺。
最凶組合
- 白菊花（Shirogiku） - 白間美瑠

第十一集與黑幫槍戰，被槍殺。
- 黑薔薇（Kurobara） - 矢倉楓子

第十一集與黑幫槍戰，被槍殺。
其他學生(激尾古)
- 大眼（Demekin） - 上西恵

第十一集與黑幫槍戰，被槍殺。
- Red - 吉田朱里

第十一集與黑幫槍戰，被槍殺。

### 矢場久根女子商業高校
與激尾古高校（護理科）對立
- Head - 谷口めぐ

矢場久根的第十五代總長
第十一集與黑幫槍戰，被槍殺。
- 月光（Gekkou）- 永尾瑪利亞

第十一集與黑幫槍戰，被槍殺。
- 回文（Kaibun）- 武藤十夢

第十一集與黑幫槍戰，被槍殺。
- 新人（Rookie）-川本紗矢

第八集和糖果被瑜伽救了
第十一集與黑幫槍戰，被槍殺。
- 阿蒙（Amon）-田野優花

第十一集與黑幫槍戰，被槍殺。
- 蛇（Snake）-古畑奈和

第十一集與黑幫槍戰，被槍殺。
- 糖果（Candy）-村山彩希

第八集和新人被瑜伽救了
第十一集與黑幫槍戰，被槍殺。

### 乃木坂女子高等學校學生
- 堀未央奈 - 堀未央奈(乃木坂46)

第10話借出自己的學生手冊給魔術

### 亞粗美菜
- 南（Minami） - 高橋南

餐廳「亞粗美菜」店長，馬路須加女學園畢業生，而店名則是取自高橋南的名言的漢字諧音。
前龍頭組組員。脫離黑道後洗掉了原本背部的紋身。有著「緋牡丹南」的稱號。慣用武器是長刀。
第五集，得悉龍頭組的川守死訊後，為了保護馬路須加女學園而拿出封存的長刀。
第六集欲保護馬路須加女學園並幫龍頭組組長報仇，率領一眾小弟與明智總業鬥毆時，被華人黑幫介入掃射殺死。

### 黑幫

#### 龍頭組
與馬路須加女學園敵對
- 陣山太一 - 矢部享祐（日语：やべきょうすけ）

龍頭組首領
第三集時被媚娘殺死，而媚娘也伏屍在其屍上
- 川守義雄 - 岡田正典

龍頭組組長
第五集時被自己的律師用安東尼奧遺下的炸藥炸死
- 武元旭 - 光宣

龍頭組幹部
第八集被中國黑幫殺死。

### 仲町署
觀察龍頭組的警察機構
- 韮澤浩司 - 岡田義德

仲町署刑事
- 飯塚一裕 - 田中幸太朗

仲町署刑事
第十一集槍戰，被滑舌槍殺，同時槍殺了滑舌。

### 明智總業
觀察仲町署機構
- 明智博臣 - Lily Franky

明智總業的會長
最終回被京八橋槍殺。
- 義宗壯介 - 袴田吉彥

明智總業的專務
京八橋的父親，第六集與南單挑時被華人黑幫介入掃射殺死。
- 浦澤昌志 - 竹財輝之助

明智總業的職員，於第八集被明智博臣槍殺。
- 笨蛋 - 川榮李奈

## 外部連結
- 《馬路須加學園5》電視台官網 （页面存档备份，存于）
- 《馬路須加學園5》Hulu官網 （页面存档备份，存于）